# Coppa del Brasile 1996
La Coppa del Brasile 1996 (ufficialmente in portoghese Copa do Brasil 1996) è stata l'8ª edizione della Coppa del Brasile.
È stata la prima edizione in cui tutti gli stati federati del Brasile hanno avuto almeno una rappresentante ciascuno.

## Formula
Partite a eliminazione diretta con gare di andata e ritorno. In caso di pareggio nei tempi regolamentari, passa la squadra che ha realizzato il maggior numero di gol fuori casa. Nel caso non sia possibile determinare un vincitore con la regola dei gol fuori casa, sono previsti i tiri di rigore.
Nei primi due turni (preliminare e sedicesimi di finale) se la squadra che gioca la prima partita in trasferta vince con 2 o più gol di scarto, è automaticamente qualificata al turno successivo senza dover disputare la gara di ritorno.

## Partecipanti
| Stato               | Squadra (Città)                   | Motivo qualificazione                                           |
| ------------------- | --------------------------------- | --------------------------------------------------------------- |
| Acre                | Juventus-AC (Rio Branco)          | Vincitore del Campionato Acreano 1995                           |
| Alagoas             | CRB (Maceió)                      | Vincitore del Campionato Alagoano 1995                          |
| Amapá               | Cristal (Macapá)                  | Squadra indicata dalla Federazione calcistica Amapaense         |
| Amazonas            | Nacional-AM (Manaus)              | Vincitore del Campionato Amazonense 1995                        |
| Bahia               | Vitória (Salvador)                | Vincitore del Campionato Baiano 1995                            |
| Bahia               | Bahia (Salvador)                  | Invito della CBF                                                |
| Ceará               | Ferroviário-CE (Fortaleza)        | Vincitore del Campionato Cearense 1995                          |
| Distretto Federale  | Gama (Gama)                       | Vincitore del Campionato Brasiliense 1995                       |
| Espírito Santo      | Linhares EC (Linhares)            | Vincitore del Campionato Capixaba 1995                          |
| Goiás               | Vila Nova (Goiânia)               | Vincitore del Campionato Goiano 1995                            |
| Goiás               | Goiás (Goiânia)                   | Invito della CBF                                                |
| Maranhão            | Maranhão (São Luís)               | Vincitore del Campionato Maranhense 1995                        |
| Mato Grosso         | CEOV (Várzea Grande)              | Vincitore del Campionato Matogrossense 1995                     |
| Mato Grosso do Sul  | Operário-MS (Campo Grande)        | Squadra indicata dalla Federazione calcistica Sul-Matogrossense |
| Minas Gerais        | Atlético Mineiro (Belo Horizonte) | Vincitore del Campionato Mineiro 1995                           |
| Minas Gerais        | América-MG (Belo Horizonte)       | 2º nel Campionato Mineiro 1995                                  |
| Minas Gerais        | Cruzeiro (Belo Horizonte)         | Invito della CBF                                                |
| Pará                | Remo (Belém)                      | Vincitore del Campionato Paraense 1995                          |
| Paraíba             | Santa Cruz-PB (Santa Rita)        | Vincitore del Campionato Paraibano 1995                         |
| Paraná              | Paraná (Curitiba)                 | Vincitore del Campionato Paranaense 1995                        |
| Paraná              | Coritiba (Curitiba)               | 2º nel Campionato Paranaense 1995                               |
| Paraná              | Athl. Paranaense (Curitiba)       | Invito della CBF                                                |
| Pernambuco          | Santa Cruz (Recife)               | Vincitore del Campionato Pernambucano 1995                      |
| Piauí               | Cori-Sabbá (Floriano)             | Vincitore del Campionato Piauiense 1995                         |
| Rio de Janeiro      | Fluminense (Rio de Janeiro)       | Vincitore del Campionato Carioca 1995                           |
| Rio de Janeiro      | Flamengo (Rio de Janeiro)         | 2º nel Campionato Carioca 1995                                  |
| Rio de Janeiro      | Botafogo (Rio de Janeiro)         | Invito della CBF                                                |
| Rio de Janeiro      | Vasco da Gama (Rio de Janeiro)    | Invito della CBF                                                |
| Rio Grande do Norte | ABC (Natal)                       | Vincitore del Campionato Potiguar 1995                          |
| Rio Grande do Sul   | Grêmio (Porto Alegre)             | Vincitore del Campionato Gaúcho 1995                            |
| Rio Grande do Sul   | Internacional (Porto Alegre)      | 2º nel Campionato Gaúcho 1995                                   |
| Rondônia            | Ji-Paraná (Ji-Paraná)             | Vincitore del Campionato Rondoniense 1995                       |
| Roraima             | Atlético Roraima (Boa Vista)      | Vincitore del Campionato Roraimense 1995                        |
| San Paolo           | Corinthians (San Paolo)           | Vincitore del Campionato Paulista 1995                          |
| San Paolo           | Palmeiras (San Paolo)             | 2º nel Campionato Paulista 1995                                 |
| San Paolo           | San Paolo (San Paolo)             | Invito della CBF                                                |
| San Paolo           | Santos (Santos)                   | Invito della CBF                                                |
| Santa Catarina      | Criciúma (Criciúma)               | Vincitore del Campionato Catarinense 1995                       |
| Sergipe             | Sergipe (Aracaju)                 | Vincitore del Campionato Sergipano 1995                         |
| Tocantins           | União Araguainense (Araguaína)    | Vincitore della Copa Tocantins 1995                             |

## Risultati

### Turno preliminare
Andata 6, 7, 14 e 28 febbraio 1996, ritorno 13, 14, 27 e 28 febbraio 1996.
| Squadra 1          | Totale  | Squadra 2        | Andata | Ritorno |
| ------------------ | ------- | ---------------- | ------ | ------- |
| Cristal            | 1-4     | Santa Cruz       | 0-1    | 1-3     |
| Maranhão           | 1-3     | Vitória          | 0-0    | 1-3     |
| Ferroviário-CE     | 0-3     | Goiás            | 0-1    | 0-2     |
| União Araguainense | 2-2 gfc | Vila Nova        | 2-1    | 0-1     |
| Ji-Paraná          | 1-4     | Athl. Paranaense | 1-1    | 0-3     |
| Gama               | 1-3     | Bahia            | 0-1    | 1-2     |
| Nacional-AM        | 1-3     | América-MG       | 1-3    | -       |
| Atlético Roraima   | 1-3     | Juventus-AC      | 1-3    | -       |

### Sedicesimi di finale
Andata 6, 13, 14, 27, 28 febbraio, 5, 7, 12, 13, 19 e 20 marzo 1996, ritorno 5, 7, 12, 13, 14, 19, 20, 26 e 29 marzo 1996.
| Squadra 1        | Totale | Squadra 2        | Andata | Ritorno |
| ---------------- | ------ | ---------------- | ------ | ------- |
| Operário-MS      | 1-4    | Grêmio           | 0-1    | 1-3     |
| Santa Cruz-PB    | 0-2    | Vasco da Gama    | 0-2    | -       |
| Linhares EC      | 1-5    | Flamengo         | 0-1    | 1-4     |
| ABC              | 0-4    | Corinthians      | 0-4    | -       |
| Sergipe          | 0-8    | Palmeiras        | 0-8    | -       |
| Goiás            | 2-4    | Criciúma         | 2-1    | 0-3     |
| Athl. Paranaense | 4-1    | Santos           | 3-0    | 1-1     |
| Vitória          | 0-1    | Paraná           | 0-0    | 0-1     |
| Cori-Sabbá       | 1-3    | Botafogo         | 1-0    | 0-3     |
| CRB              | 1-4    | Fluminense       | 1-4    | -       |
| Bahia            | 1-3    | Coritiba         | 0-0    | 1-3     |
| Remo             | 2-1    | Santa Cruz       | 1-1    | 1-0     |
| América-MG       | 2-6    | San Paolo        | 1-2    | 1-4     |
| Juventus-AC      | 1-5    | Cruzeiro         | 1-1    | 0-4     |
| Vila Nova        | 1-5    | Atlético Mineiro | 0-1    | 1-4     |
| CEOV             | 0-2    | Internacional    | 0-2    | -       |

### Ottavi di finale
Andata 26, 28 marzo, 2, 3, 5 e 16 aprile 1996, ritorno 9, 10, 16, 17, 19 e 23 aprile 1996.
| Squadra 1        | Totale      | Squadra 2 | Andata | Ritorno |
| ---------------- | ----------- | --------- | ------ | ------- |
| Athl. Paranaense | 1-4         | Grêmio    | 1-1    | 0-3     |
| Coritiba         | 1-2         | Flamengo  | 1-2    | 0-0     |
| Vasco da Gama    | 3-7         | Cruzeiro  | 2-6    | 1-1     |
| Internacional    | 1-1         | San Paolo | 1-1    | -       |
| Fluminense       | 3-4         | Criciúma  | 2-1    | 1-3     |
| Atlético Mineiro | 1-7         | Palmeiras | 1-2    | 0-5     |
| Corinthians      | gfc 1-1     | Remo      | 0-0    | 1-1     |
| Botafogo         | 0-0 2-4 dcr | Paraná    | 0-0    | 0-0     |

### Quarti di finale
Andata 24 aprile, 3, 7 e 9 maggio 1996, ritorno 3, 10, 14 e 16 maggio 1996.
| Squadra 1     | Totale | Squadra 2   | Andata | Ritorno |
| ------------- | ------ | ----------- | ------ | ------- |
| Cruzeiro      | 6-3    | Corinthians | 4-0    | 2-3     |
| Criciúma      | 1-3    | Grêmio      | 1-1    | 0-2     |
| Palmeiras     | 5-1    | Paraná      | 2-0    | 3-1     |
| Internacional | 4-5    | Flamengo    | 3-2    | 1-3     |

### Semifinali
Andata 28 e 29 maggio 1996, ritorno 5 giugno 1996.
| Squadra 1 | Totale  | Squadra 2 | Andata | Ritorno |
| --------- | ------- | --------- | ------ | ------- |
| Flamengo  | 1-1 gfc | Cruzeiro  | 1-1    | 0-0     |
| Palmeiras | 4-3     | Grêmio    | 3-1    | 1-2     |

### Finale

#### Andata
| Arbitro: | Pereira da Silva |

| |            | |
| Marcelo Ramos 61’ | Marcatori  | 11’ Cláudio |
| · Dida P · Vítor D · Jean Elias D · Célio Lúcio D · Nonato D · Fabinho C · Ricardinho C · Palhinha C · Cleison C · Luiz Fernando C · Uéslei A · Roberto Gaúcho A · Marcelo Ramos A | Formazioni | · P Velloso · D Gustavo · D Cláudio · D Cléber · D Júnior · C Galeano · C Amaral · C Marquinhos · C Elivélton · A Reinaldo · D Roque Júnior · A Luizão · A Rivaldo |
| Levir Culpi | Allenatori | Luxemburgo |

#### Ritorno
| Arbitro: | Marinho dos Santos |

| |            | |
| Luizão 5’ | Marcatori  | 25’ Roberto Gaúcho 83’ Marcelo Ramos |
| · Velloso P · Cafu D · Sandro Blum D · Cléber D · Júnior D · Cláudio C · Reinaldo A · Amaral C · Marquinhos C · Cris A · Djalminha C · Luizão A · Rivaldo A | Formazioni | · P Dida · D Vítor · D Gélson Baresi · D Célio Lúcio · D Nonato · C Fabinho · C Ricardinho · C Palhinha · C Edmundo · C Cleison · A Roberto Gaúcho · A Marcelo Ramos |
| Luxemburgo | Allenatori | Levir Culpi |

Cruzeiro vincitore della Coppa del Brasile 1996 e qualificato per la Coppa Libertadores 1997.

## Classifica marcatori
| Pos. | Giocatore            | Squadra          | Gol |
| ---- | -------------------- | ---------------- | --- |
| 1    | Luizão               | Palmeiras        | 8   |
| 2    | Marcelo Ramos        | Cruzeiro         | 7   |
| 3    | Sávio                | Flamengo         | 6   |
| 4    | Djalminha            | Palmeiras        | 5   |
| 4    | Luís Carlos Oliveira | Criciúma         | 5   |
| 6    | Paulo Rink           | Athl. Paranaense | 4   |
| 6    | Rivaldo              | Palmeiras        | 4   |